# Електромагнет
Електромагнет је магнет код кога је потребно напајање електричном струјом да би се одржало сопствено магнетно поље. То је једноставна направа која се састоји од намотаја електрички проводне жице око феромагнетског језгра. Обично се користи као дио релеја, соленоида, електромотора и других направа.

## Начин рада
Када се крајеви намотаја жице повежу са извором струје, као што је батерија, долази до тока струје кроз завојницу. Овај ток ствара магнетско поље, и електромагнет добија сјеверни и јужни магнетски пол. Силнице магнетског поља узрокују оријентацију магнетских домена у језгри у смјеру силница. То се исто дешава са оближњим феромагнетским објектима, и они бивају привучени ка језгри електромагнета ако су у близини.
Привлачно дјеловање долази отуда што створено магнетско поље ствара супротну оријентацију магнетских полова код оближњих објеката, и тиме се ствара привлачење између магнетских полова језгре и спољних објеката.
Ако се у завојници електромагнета промијени смјер струје, промијениће мјеста магнетски полови електромагнета. То ће истовремено довести до промјене оријентације полова у оближњим феромагнетским објектима, па ће и даље бити привлачени језгри електромагнета. Међутим обични магнет са сталним половима ће сад бити одбијан, ако је раније био привлачен језгри, јер његову оријентацију полова не може да промијени спољно магнетско поље.

## Облик
Облик електромагнета зависи од употребе, и може бити цилиндричан (ваљкаст), у облику потковице, и у другим облицима.

## Употреба
Користе се обично као дијелови комплекснијих уређаја, као што су релеј, соленоид или електромотор. Међутим њихова употреба је могућа и директно, рецимо за привлачење гвожђа и челика на отпаду приликом транспорта, или за главе читача и писача код уређаја са магнетском траком или дисковима.
У већини случајева се користи својство електромагнета да привлачи феромагнетске материјале, као што су гвожђе и челик, а затим та акција врши неку другу. На примјер код релеја котва активира електричне контакте, код неких соленоида активни дио отвара или затвара вентил, а код електромотора се електромагнет користи као пол статора који привлачи или одбија ротор.
Даља важна подручја употребе, гдје се користи магнетско поље које производе електромагнети, су у читачким главама код касетофона, магнетофона и чврстих (хард) дискова.
Код чврстих дискова се пушта пулс струје кроз мали електромагнет главе за читање. Овај пулс ствара магнетско поље које магнетизира малу тачку на диску. Пулс струје једног поларитета ствара тачку једне оријентације магнетских домена (бинарну јединицу). Пулс струје другог поларитета служи за запис бинарне нуле.
Глава за читање је исто мали електромагнет. Овдје магнетизиране тачке снимљене на диску узрокују индукцију (стварање) напона на крајевима завојнице електромагнета. Поларитет створеног напона индицира бинарну јединицу или нулу.

## Математичко разматрање

### Дефиниције
| {\displaystyle A\,}                | квадратни метар           | површина пресјека језгра                                                                  |
| {\displaystyle B\,}                | Тесла                     | Густина магнетског тока                                                                   |
| {\displaystyle F\,}                | Њутн                      | Сила створена магнетским пољем                                                            |
| {\displaystyle H\,}                | Ампер-метар               | Магнетна сила                                                                             |
| {\displaystyle I\,}                | Ампер                     | Струја у намотају                                                                         |
| {\displaystyle L\,}                | Метар                     | Укупна дужина пута магнетских силница {\displaystyle L_{\mathrm {c} }+L_{\mathrm {g} }\,} |
| {\displaystyle L_{\mathrm {c} }\,} | Метар                     | Дужина пута магнетских силница у језгри                                                   |
| {\displaystyle L_{\mathrm {g} }\,} | Метар                     | Дужина пута магнетских силница у ваздушном распору                                        |
| {\displaystyle m_{1},m_{2}\,}      | Ампер-метар               | Јачина полова електромагнета                                                              |
| {\displaystyle \mu \,}             | Њутн по квадратном Амперу | Пермеабилност језгра                                                                      |
| {\displaystyle \mu _{0}\,}         | Њутн по квадратном Амперу | Пермеабилност ваздуха или вакуума = 4π(10-7)                                              |
| {\displaystyle \mu _{r}\,}         | -                         | Релативна пермеабилност језгра електромагнета                                             |
| {\displaystyle N\,}                | -                         | Број завоја жице електромагнета                                                           |
| {\displaystyle r\,}                | Метар                     | Удаљеност између полова два електромагнета                                                |

### Амперов закон
Јачина магнетског поља електромагнета је приближно дата са једначином Амперовог закона:
{\displaystyle \int \mathbf {J} \cdot d\mathbf {A} =\oint \mathbf {H} \cdot d\mathbf {l} }

### Магнетско поље створено струјом
Магнетско поље створено електромагнетом је пропорционално броју завоја жице и струји кроз намотај. Због тога се овај продукт (NI) зове и магнетомоторна сила.
За једноставан електромагнет са једним магнетским колом, у којем је дужина магнетног језгра  а дужина  ваздушни распор, Амперов закон се своди на:
{\displaystyle NI=H_{\mathrm {c} }L_{\mathrm {c} }+H_{\mathrm {g} }L_{\mathrm {g} }\,}
{\displaystyle NI=B\left({\frac {L_{\mathrm {c} }}{\mu }}+{\frac {L_{\mathrm {g} }}{\mu _{0}}}\right)\qquad \qquad \qquad \qquad (1)\,}
гдје {\displaystyle \mu =B/H\,}
{\displaystyle \mu _{0}=4\pi (10^{-7})\ \mathrm {N} \cdot \mathrm {A} ^{-2}} је пермеабилност ваздуха или вакуума.

### Сила створена електромагнетом
Када нема никаквих губитака, сила коју електромагнет ствара јест:
{\displaystyle F={\frac {B^{2}A}{2\mu _{0}}}\qquad \qquad \qquad \qquad \qquad \qquad (2)\,}
Због ограничења највеће густине магнетског поља у реалним материјалима ово своди највећи практични притисак на:
{\displaystyle {\frac {F}{A}}\approx 1000\ \mathrm {kPa} }
Густина магнетског поља је ограничена на око 1.6 Т за практичне материјале. То дакле ограничава практични притисак. Сила се може даље повећавати повећањем површине попречног пресјека електромагнета.

### Затворено магнетско коло
За затворено магнетско коло без ваздушног распора, вриједи једначина:
{\displaystyle B={\frac {NI\mu }{L}}\qquad \qquad \qquad \qquad \qquad \qquad (3)\,}
Одатле добијамо да је привлачна сила:
{\displaystyle F={\frac {\mu ^{2}N^{2}I^{2}A}{2\mu _{0}L^{2}}}\qquad \qquad \qquad \qquad \qquad (4)\,}
Погодно је користити најкраћи могући пут магнетских силница са великим попречним пресјеком језгра.

### Сила између електромагнета
Јачина магнетског пола се може пронаћи из:
{\displaystyle m={\frac {NIA}{L}}}
А сила између два пола јест:
{\displaystyle F={\frac {\mu _{0}m_{1}m_{2}}{4\pi r^{2}}}}
Ово је приближна формула и не вриједи ако су магнети јако близу.